# Giải Médicis cho tiểu thuyết nước ngoài
Giải Médicis cho tiểu thuyết nước ngoài (tiếng Pháp: prix Médicis étranger) là một giải thưởng văn học hàng năm của Pháp dành cho một tiểu thuyết nước ngoài được dịch ra tiếng Pháp và xuất bản ở Pháp. Giải này được thiết lập từ năm 1970.

## Những người đoạt giải
| Năm  |         | Tác giả                        | Tác phẩm                                               | Nhà xuất bản             | Quốc gia    |
| ---- | ------- | ------------------------------ | ------------------------------------------------------ | ------------------------ | ----------- |
| 1970 |         | Luigi Malerba                  | Saut de la mort                                        | Grasset                  | Ý           |
| 1971 |         | James Dickey                   | Délivrance                                             | Flammarion               | Hoa Kỳ      |
| 1972 |         | Severo Sarduy                  | Cobra                                                  | Seuil                    | Cuba        |
| 1973 |         | Milan Kundera                  | La vie est ailleurs                                    | Gallimard                | Tiệp Khắc   |
| 1974 | nothumb | Julio Cortázar                 | Livre de Manuel                                        | Gallimard                | Argentina   |
| 1975 |         | Steven Millhauser              | La Vie trop brève d'Edwin Mulhouse                     | Albin Michel             | Hoa Kỳ      |
| 1976 | nothumb | Doris Lessing                  | Le Carnet d'or                                         | Albin Michel             | Anh         |
| 1977 | nothumb | Hector Bianciotti              | Le Traité des saisons                                  | Gallimard                | Argentina   |
| 1978 |         | Alexandre Zinoviev             | L'Avenir radieux                                       | L'Âge d'Homme            | Liên Xô     |
| 1979 | nothumb | Alejo Carpentier               | La Harpe et l'Ombre                                    | Gallimard                | Cuba        |
| 1980 | nothumb | André Brink                    | Une saison blanche et sèche                            | Stock                    | Nam Phi     |
| 1981 |         | David Shahar                   | Le Jour de la comtesse                                 | Gallimard                | Israel      |
| 1982 | nothumb | Umberto Eco                    | Le Nom de la rose                                      | Grasset                  | Ý           |
| 1983 | nothumb | Kenneth White                  | La Route bleue                                         | Grasset                  | Scotland    |
| 1984 |         | Elsa Morante                   | Aracoeli                                               | Gallimard                | Ý           |
| 1985 | nothumb | Joseph Heller                  | Dieu sait                                              | Grasset                  | Hoa Kỳ      |
| 1986 |         | John Hawkes                    | Aventures dans le commerce des peaux en Alaska         | Seuil                    | Hoa Kỳ      |
| 1987 | nothumb | Antonio Tabucchi               | Nocturne indien                                        | Christian Bourgois       | Ý           |
| 1988 | nothumb | Thomas Bernhard                | Maîtres anciens                                        | Gallimard                | Áo          |
| 1989 |         | Álvaro Mutis                   | La Neige de l'amiral                                   | Sylvie Messinger         | Colombia    |
| 1990 | nothumb | Amitav Ghosh                   | Les Feux du Bengale                                    | Seuil                    | Ấn Độ       |
| 1991 |         | Pietro Citati                  | Histoire qui fut heureuse, puis douloureuse et funeste | Gallimard                | Ý           |
| 1992 | nothumb | Louis Begley                   | Une éducation polonaise                                | Grasset                  | Hoa Kỳ      |
| 1993 | nothumb | Paul Auster                    | Léviathan                                              | Actes Sud                | Hoa Kỳ      |
| 1994 | nothumb | Robert Schneider               | Frère Sommeil                                          | Calmann-Lévy             | Áo          |
| 1995 | nothumb | Alessandro Baricco             | Châteaux de la colère                                  | Albin Michel             | Ý           |
| 1996 | nothumb | (đồng hạng) Michael Krüger     | Himmelfarb                                             | Seuil                    | Đức         |
| 1996 | nothumb | (đồng hạng) Ludmila Oulitskaïa | Sonietchka                                             | Gallimard                | Nga         |
| 1997 | nothumb | T. Coraghessan Boyle           | América                                                | Grasset                  | Hoa Kỳ      |
| 1998 | nothumb | Jonathan Coe                   | La Maison du sommeil                                   | Gallimard                | Anh         |
| 1999 | nothumb | Björn Larsson                  | Le Capitaine et les Rêves                              | Grasset                  | Thụy Điển   |
| 2000 | nothumb | Michael Ondaatje               | Le Fantôme d'Anil                                      | L'Olivier                | Canada      |
| 2001 | nothumb | Antonio Skarmeta               | La Noce du poète                                       | Grasset                  | Chile       |
| 2002 |         | Philip Roth                    | La Tache                                               | Gallimard                | Hoa Kỳ      |
| 2003 | nothumb | Enrique Vila-Matas             | Le Mal de Montano                                      | Christian Bourgois       | Tây Ban Nha |
| 2004 | nothumb | Aharon Appelfeld               | Histoire d'une vie                                     | L'Olivier                | Israel      |
| 2005 | nothumb | Orhan Pamuk                    | Neige                                                  | Gallimard                | Thổ Nhĩ Kỳ  |
| 2006 | nothumb | Norman Manea                   | Le Retour du hooligan: une vie                         | Seuil                    | România     |
| 2007 | nothumb | Daniel Mendelsohn              | Les Disparus                                           | Flammarion               | Hoa Kỳ      |
| 2008 | nothumb | Alain Claude Sulzer            | Un garçon parfait                                      | Jacqueline Chambon       | Thụy Sĩ     |
| 2009 | nothumb | Dave Eggers                    | Le Grand Quoi                                          | Gallimard                | Hoa Kỳ      |
| 2010 | nothumb | David Vann                     | Sukkwan Island                                         | Gallmeister              | Hoa Kỳ      |
| 2011 | nothumb | David Grossman                 | Une femme fuyant l'annonce                             | Seuil                    | Israel      |
| 2012 | nothumb | Avraham Yehoshua               | Rétrospective                                          | Grasset                  | Israel      |
| 2013 |         | Toine Heijmans                 | En mer                                                 | Christian Bourgois       | Hà Lan      |
| 2014 |         | Lily Brett                     | Lola Bensky                                            | Éditions La Grande Ourse | Úc          |